# 玛丽安娜·托洛
玛丽安娜·托洛（英語：Marianna Tolo，1989年7月2日—），澳大利亚女子篮球运动员，2014年世界女子篮球锦标赛铜牌得主、2017年亞洲盃女子籃球賽银牌得主、2022年女子世界盃籃球賽铜牌得主、2024年夏季奥林匹克运动会女子铜牌得主。